# Тауба (мечеть)
Тауба (от араб. توبة‎ —  покаяние‎) — мечеть, расположенная в старой части города Набережные Челны на берегу реки Камы.

## История мечети
Постройка мечети началась в 1989 г. и была приурочена к 1100-летию принятия ислама Волжской Булгарией. Мечеть строилась на пожертвования от верующих, организаций города, из городского бюджета и пожертвований из мусульманских государств. Четверть стоимости работ профинансировало Центральное духовное управление мусульман России.
Авторами проекта выступили архитектор М. Басыров и проектировщики З. Галимзянов, Ф. Хазиев, Ш. Мутигуллин и Н. Шагиев. Строительство было завершено в 1992 г.
С 1997 по 1999 год обязанности имама мечети исполнял Айрат Вахитов.

## Архитектура
Здание мечети принадлежит к типу зальных мечетей, выполнено в модернистской стилистике и построено из силикатного кирпича. Облицовка фасадов мечети выполнена светлой плиткой из известняка, а цоколь — чёрным полированным гранитом. На фасаде южной половине мечети начертаны выдержки из Корана. Верхняя часть интерьеров мечети украшена медальонами, белым мрамором, покрытым резным растительным орнаментом. Михраб оформлен из чёрного мрамора и украшен резными изречениями из Корана.
Мечеть имеет два раздельных входа: западный для мужчин и восточный для женщин. Зал мечети имеет традиционное шатровое покрытие и рассчитан на 130 посетителей. Минарет высотой 53 м находится с северного торца здания и представляет собой восьмигранный ствол с четырёхмаршевой лестницей.
Вместо крыши на нём устроена мощёная терраса, с которой через тамбур в основании минарета можно попасть в молельный зал. Входы в мечеть расположены на западном (мужской) и восточном (женский) фасадах одноэтажного корпуса. Общая площадь здания составляет 1,3 тыс. м².
Вестибюль имеет мужскую и женскую половины, которые разделены перегородкой. Комнаты для омовения и санузлы находятся в северной части вестибюля, лестничные клетки и гардероб — в южной. Мужской молельный зал перекрыт двускатной крышей, наклоненной к михрабу. Между скатами на северном фасаде устроен вертикальный световой проем с цветными витражами из литого стекла. В северной половине зала — балкон для женщин, с которого есть вход в минарет. В 2010-м году тахаратные (места для омовения и санузлы) открыли во дворе, на месте бывшего гаража. Также началось строительство помещения для омовения умерших в задней части двора.